# 島津齊宣
島津齊宣（日语：〔〕／ Shimazu Narinobu，1774年1月17日—1841年12月6日），日本江戶時代後期大名，薩摩藩第九代藩主。
島津齊宣是島津重豪的長子，出生在江戶，其生母是中納言堤代長的女兒。初名忠堯。1787年，父親隱居，他繼承家督之位，並接受德川家齊的偏諱，改名「齊宣」。然而，實權掌握在父親重豪手中。
島津齊宣愛好國學，與高山彥九郎結下友誼。他對父親島津重豪的財政寬鬆政策不滿，於1805年發佈《龜鶴問答》，指示對藩政進行改革，實行財政緊縮政策，因而與父親的矛盾激化。1809年發生近思錄崩，近思錄派的樺山久言、秩父季保被勒令切腹自殺，支持近思錄派的齊宣也被重豪强迫隱居，將家督之位讓給長子齊興。
1841年，在江戶城的薩摩藩下屋敷去世。
| 島津齊宣        |                                    |                 |
| 前任： 島津重豪 | 島津氏第二十六代當主 1787年—1809年 | 繼任： 島津齊興 |
| 前任： 島津重豪 | 薩摩藩第九代藩主 1787年—1809年     | 繼任： 島津齊興 |